# Сянъюнь
Сянъю́нь (кит. упр. 祥云, пиньинь Xiángyún) — уезд Дали-Байского автономного округа провинции Юньнань (КНР).

## История
Ещё в 109 году до н.э. здесь был образован уезд Юньнань (云南县). В 1918 году в связи с тем, что название уезда совпадало с названием провинции, он был переименован в Сянъюнь.
После вхождения провинции Юньнань в состав КНР в 1950 году был образован Специальный район Дали (大理专区), и уезд вошёл в его состав.
Постановлением Госсовета КНР от 16 ноября 1956 года Специальный район Дали был преобразован в Дали-Байский автономный округ.
В сентябре 1960 года уезды Миду и Биньчуань были присоединены к уезду Сянъюнь, но в марте 1962 года они были воссозданы.

## Административное деление
Уезд делится на 8 посёлков, 1 волость и 1 национальную волость.